# Francesco Salviati
Francesco Salviati, pseudònim de Francesco de' Rossi (Florència, 1510 - Roma, 1563), va ser un pintor manierista.

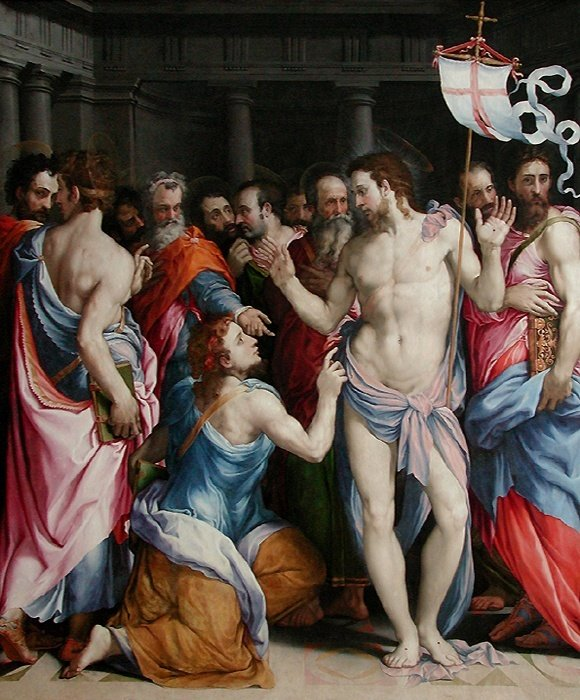
Dubte de Sant Tomàs de Francesco Salviati, 1543-1547, Louvre, París.

## Vida i obres
En les seues primeres obres s'adverteix la influència de Miquel Àngel i d'Andrea del Sarto. L'any 1531 va viatjar a Roma i va conèixer les pintures de Rafael i, seguint el seu estil, va fer algunes obres importants, com els frescos de la Vida de Sant Joan Baptista al Palazzo Salviati, la Visitació de l'Oratori de San Giovanni Decollato i l'Anunciació de San Francesco a Ripa. En aquestes obres romanes, Salviati subdivideix les escenes amb àmplies formes arquitectòniques, al mode rafaelesc, encara que en la representació de les figures palesa, d'una banda, la precisió de dibuix típica de la tradició florentina i, d'una altra, torsions dels cossos i drapats típics del classicisme i de pintors com Giulio Romano o Penni.
L'any 1540 Parmigianino treballava a la regió d'Emília. L'estudi de les seues obres per part de Salviati fa que el seu estil evolucione i es torne més decoratiu i cal·ligràfic, amb línies sinuoses i plenes de força que creen un efecte irreal i màgic, com en les elegants Històries de Furio Camillo a la Sala d'Audiències del Palazzo Vecchio de Florència (1544) o en els dissenys dels tapissos per al mateix palau (avui als Uffizi).
Posteriorment va tendir a fer pintures elegants però robustes, a l'estil dels treballs del seu contemporani Bronzino, com ara la Caritat (Uffizi), el Davallament del refectori de la basílica de la basílica de la Santa Creu de Florència o alguns retrats famosos (Retratto de Poggio Bracciolini a la Galleria Colonna de Roma, Retrat de desconegut, Uffizi). Aquestes obres palesen les inquietuds del més típic estil manierista, en línia amb els resultats anàlegs de Pontormo o Rosso Fiorentino.
Va residir durant un temps a Venècia, on va pintar diverses obres, entre d'altres la Lamentació sobre Crist mort (avui a la Pinacoteca de Brera) en la qual hom adverteix també la mà del seu alumne Giuseppe Porta.
Va viatjar sovint a Roma entre 1548 i 1563, i hi va treballar en nombrosos frescos, com els dedicats a les Noces de Canà a l'Oratori dei Piceni o la Nativitat del Baptista a l'Oratori de San Giovanni Decollato. També va treballar a la capella del Pal·li del Palau de la Cancelleria, al palau Sacchetti (Història de David de la Sala dell'Udenza) i al palau Farnese (Fastos dels Farnesi).
La seua evolució estilística en aquests anys es plasma en un acreixement de les figures en les composicions, amb major volum i plasticitat en els cossos, que adquireixen posats aristocràtics. Giorgio Vasari (amic seu i col·lega) i ell es van influir recíprocament. La biografia de Salviati apareix en Le Vite de' più eccellenti pittori, scultori e architettori, de Vasari.